# Pintér Miklós
Pintér Miklós (Hatvan, 1977. április 1. – ) magyar kommunikációs szakember, zenei újságíró, rádiós műsorvezető, a Grungery magazin alapító-főszerkesztője, a HammerWorld magazin szerkesztője. A Hangszeresek Országos Szövetsége (HANOSZ) 2022-ben az év zenei újságírójának választotta.

## Életpályája
Gyermekkorát Aszódon töltötte, középiskolai tanulmányait a Váci Madách Imre Gimnázium sporttagozatán végezte. Diplomáját a Budapesti Kommunikációs Főiskolán (jelenleg: Budapesti Metropolitan Egyetem) szerezte, majd tanulmányait az angliai Ashridge Business Schoolban (jelenleg: Hult International Business School) folytatta. 2008 és 2009 között a TV2-ben dolgozott kommunikációs menedzserként, azóta különböző hazai és nemzetközi vállalatoknál tölt be értékesítési és marketing vezetői pozíciót.
2015-ben alapította meg az elsősorban grunge-zenekarokkal foglalkozó online zenei magazint, a Grungery-t. A kilencvenes évek elejétől fogva a Seattle-ből útnak induló grunge-mozgalom művészeinek történetét kutatja, a Washington állambeli helyszíneket többször is személyesen bejárva.
2017-ben Chris Cornell, a Soundgarden és az Audioslave énekesének halála után két hónappal megszervezte a budapesti A38 Hajón Európa egyetlen multikulturális emlékestjét. Ugyanebben az évben az ő közbenjárásával jutott el Magyarországra és került bemutatásra a világpremier napján az Uránia Nemzeti Filmszínházban a Pearl Jam zenekar Let's Play Two című mozifilmje.
2018-ban megalapította független lemezkiadóját, a Grungery Media Records-ot, amely többek között a Deep Seven című hazai grunge-válogatást, az első Storm The Studio-lemezt, a Pearls of Long Loved Years bemutatkozó albumát, valamint a Tej zenekar Pénztelenség, sikertelenség, csillogás és ≠ című lemezeit adta ki.
2018 és 2019 között a Rock FM 95.8 Rock reggel című műsorának állandó vendége Grungery című műsorblokkjával. 2020 és 2023 között az OpenAirRadio Radio Grungery című műsorának zenei szerkesztője.
2021 óta a korábban Metal Hammerként ismert HammerWorld magazin szerkesztőjeként is tevékenykedik, ahol "újságíróként és szerkesztőként is oroszlánrészt vállalt a nyomtatott magazin és az online hírportál" tartalmi megújításában és arculatváltásában. 2022-től a Petőfi Rock X Hammerworld címmel útnak induló rockzenei műsort Cselőtei Lászlóval közösen szerkesztette és vezette a Petőfi Rádióban. Az M2 Petőfi TV Én vagyok itt és Filmklub című műsorainak gyakori zenei szakértője.
2022 és 2023 között a Hajógyár X Hammerworld podcast-sorozatának műsorvezetője Cselőtei László társaságában. A műsor tematikája szerint híres hazai rockzenészek mesélnek gyermekkoruk három, legnagyobb hatást kiváltó hazai nagylemezéről. A Master-Lab kiadásában 2025-ben megjelent Nirvana Magyarországon című képregényének előszavát jegyzi.

## Szakmai elismerései
Pintér Miklós munkáját a HANOSZ (Hangszeresek Országos Szövetsége) az év zenei újságírója díjjal ismerte el 2022-ben.

## Szakmai megítélése
Jakab Zoltán zenei menedzser, zenész egy 2015-ben készült interjúban mondta róla:
"...mennyire jó például a Grungery.hu, és mennyire rossz egyben, hogy egyetlen szubkultúrának sincs ennyire hiteles képviselője itthon, mint Pintér Miklós, aki a Grungeryvel szerintem egy egyedülállóan igényes, hiteles dolgot alkotott, amit öröm olvasni. (...) Mégis áthatja az egész magazint a szerelem, az alázat és a tisztelet a zene és a kedvelt szubkultúra iránt."
Szarka József zenei menedzser, újságíró, a Sony Music magyarországi vezetője, így ír Pintér Miklósról 2021-ben megjelent, Kulcsdalok című könyvében:
"A grunge alkotásait történészi pontossággal kutató, bemutató újságíróval való megismerkedés óriási lökést adott nekem a megújuláshoz, újrakezdéshez. (...) Miki hozzáállása rendkívül inspiráló, visszaadta az újságírásba vetett hitemet, és nagy szerepe volt abban, hogy ennek a könyvnek a megírásába belekezdtem. (...) Miki olyan értékeket hozott vissza a zenei újságírásba, amit rég elveszettnek hittem. Odaadása, fanatizmusa, profizmusa példaértékű."
Uzseka Norbert újságíró egy vele készített 2025-ös nagyinterjúban így vélekedett Pintér Miklósról:
"...amit a Grungeryvel tett, egészen rendkívüli. (...) Miki viszont a maga feje után ment, és ráadásul lehetősége is volt olyasmiket meglépni, amikről sokan nem is álmodtunk. S ő élt ezekkel a lehetőségekkel, és csoda dolgokat csinált. (...) ...inspiráló és felvillanyozó számomra."

## Fontosabb interjúi

#### Fontosabb interjúi nemzetközi rockzenei előadókkal[32]
Amy Lee (Evanescence), Billy Gould (Faith No More), Chris Hanzsek (producer), Danny Carey (Tool), Dave Wyndorf (Monster Magnet), Diego Tejeida (Temic, Devin Townsend, Mike Portnoy’s Shattered Fortress), Gene Simmons (KISS), Jack Endino (a Nirvana producere), Jefferson Angell (Walking Papers), John Myung (Dream Theater), Kevin Martin (Candlebox), Larry Reid (menedzser), Lee Jennings (The Funeral Portrait), Mark Arm (Mudhoney), Matt Vaughan (Easy Street Records), Steve Turner (Mudhoney), Téglás Zoltán (ex-Ignite), Warrel Dane (Nevermore)

#### Fontosabb interjúi hazai rockzenei előadókkal
Csányi Szabolcs (Black-Out), Csongor Bálint (Subscribe, Useme), Fodor Zoltán (The Bedlam, Nomad, Storm the Studio), Galambos Dorina (Tulpa, Yzzo), Gábor András (Ozone Mama, Bigfoot Preston), Halász Ferenc (Depresszió), Jakab Zoltán (Ghostchant, Bridge To Solace, Newborn), Jánosi Szabolcs (The Bedlam, Nomad), Kalapács József (ex-Pokolgép, ex-Omen, Kalapács), Kovács Krisztián (Fish!) Lukács László (Tankcsapda), Mátyás Attila (F.O. System, Sex Action), Pataky Attila (Edda Művek), Pálinkás Tamás (ex-Isten Háta Mögött, Nagyúr), Szakácsi Greg (C.A.F.B., Sledgeback), Székely Márton (ex-Ozone Mama, ex-Tulpa), Szendrey Zsolt (Sex Action, Action), Takács Vilmos (Ganxsta Zolee és a Kartel), Tóth Tibor (Hooligans), Vörös András (Ørdøg), Zana Zoltán (aka Ganxsta Zolee)

#### Fontosabb interjúi hazai újságírókkal és közszereplőkkel
Cselőtei László (újságíró), Lénárd László (újságíró), Nagy Szabolcs (újságíró), Pritz Péter (műfordító), Rockenbauer Zoltán (művészettörténész, Magyarország nemzeti kulturális örökségének korábbi minisztere), Stumpf András (újságíró), Szarka József (zenei menedzser, újságíró), Szénégető Richárd (újságíró, podcaster), Tőrös Balázs (sportújságíró), Tresó T. Tibor (újságíró), Turán Eszter (filmproducer, rendező), Uzseka Norbert (újságíró), Varga Attila Sixx (újságíró)

## Magánélete
Házasságából két gyermeke született. Párja 2022 óta Czippán Anett televíziós műsorvezető, szerkesztő.